# Saltia acrophylax
Saltia acrophylax är en fjärilsart som beskrevs av Willie Horace Thomas Tams 1952. Saltia acrophylax ingår i släktet Saltia och familjen nattflyn. Inga underarter finns listade.